# Quinto Sulpício Camerino Cornuto (tribuno consular em 402 a.C.)
Quinto Sulpício Camerino Cornuto (em latim: Quintus Sulpicius Camerinus Cornutus) foi um político da gente Sulpícia nos primeiros anos da República Romana, eleito tribuno consular em 402 e 398 a.C.. Foi pai de Sérvio Sulpício Camerino, cônsul em 393 a.C. e tribuno consular em 391 a.C.

## Primeiro tribunato (402 a.C.)
Em 402 a.C., foi eleito tribuno consular com Quinto Servílio Fidenato, Lúcio Vergínio Tricosto Esquilino, Aulo Mânlio Vulsão Capitolino, Caio Servílio Estruto Aala, pela terceira vez e Mânio Sérgio Fidenato, em segundo mandato.
Enquanto continuava o cerco a Veios pelos romanos, chegaram reforços inimigos de capenatos e faliscos, que atacaram a zona comandada por Sérgio Fidenato, colocando-o subitamente em dificuldades, principalmente depois da chegada de unidades veias.
A animosidade entre Sérgio Fidenato e Lúcio Vergínio, que comandava o acampamento mais próximo da zona de combate, provocou a derrota do exército romano, que perdeu completamente o acampamento dos soldados de Sérgio Fidenato:
| “ | A arrogância de Vergínio era comparável à teimosia de Sérgio, que, para não dar a impressão de precisar da ajuda de seu adversário, preferiu deixar vencer o inimigo a ter que agradecer a intervenção de um concidadão. O massacre dos soldados romanos pegos no meio da discussão durou um longo tempo | ” |
|   | — Lívio, Ab Urbe condita V, 8.. |   |

Logo depois do desastre, por conta de uma proposta de Caio Servílio, o Senado decidiu antecipar a nomeação dos novos tribunos consulares para as calendas de outubro ao invés de esperar os idos de dezembro, como era usual.
| “ | [...] e meus dois colegas farão o que o Senado decidiu ou, continuarem teimosamente resistindo, nomearei imediatamente um ditador que os obrigue a renunciar. | ” |
|   | — Lívio, Ab Urbe condita V, 9.. |   |

Ainda neste ano, a guarnição de Anxur (Terracina) foi derrotada pelos volscos.

## Segundo tribunato (398 a.C.)
Quinto Sulpício foi eleito pela segunda vez tribuno consular em 398 a.C. com Marco Valério Latucino Máximo, Marco Fúrio Camilo, Lúcio Valério Potito, Quinto Servílio Fidenato Lúcio Fúrio Medulino.
Os romanos continuaram o cerco a Veios e, sob o comando de Valério Potito e Fúrio Camilo, foram saqueadas Falérias e Capena, cidades aliadas dos etruscos.
Durante o ano se verificou uma elevação do nível das águas do Lago Albano, perto de Alba Longa e, para interpretar o significado deste misterioso evento, emissários foram enviados para questionar o Oráculo de Delfos:
| “ | [...] um lago, nas florestas de Alba, cresceu e chegou a uma altura extraordinária sem que ninguém conseguisse explicar este maravilhoso efeito, nem pela água e nem pelo céu e nem por nenhuma outra causa. Para descobrir o que os deuses pretendiam com este milagre, emissários foram enviados para consultarem o Oráculo de Delfos. Mas outro sinal foi ouvido por acaso perto do acampamento: um velho de Veios, entre as inúmeras provocações entre romanos e os sentinelas etruscos, cantou as seguintes palavras de tom profético: "Enquanto as águas do lago Alba não tiverem desaparecido, os romanos não conquistarão Veios". | ” |
|   | — Lívio, "Ab Urbe Condita libri" V, 15. |   |

Ao retornar, em 397 a.C., os embaixadores reportaram a mesma explicação e o velho de Veios, preso, foi acusado do prodígio para apaziguar os deuses.